# Lista de túmulos papais existentes

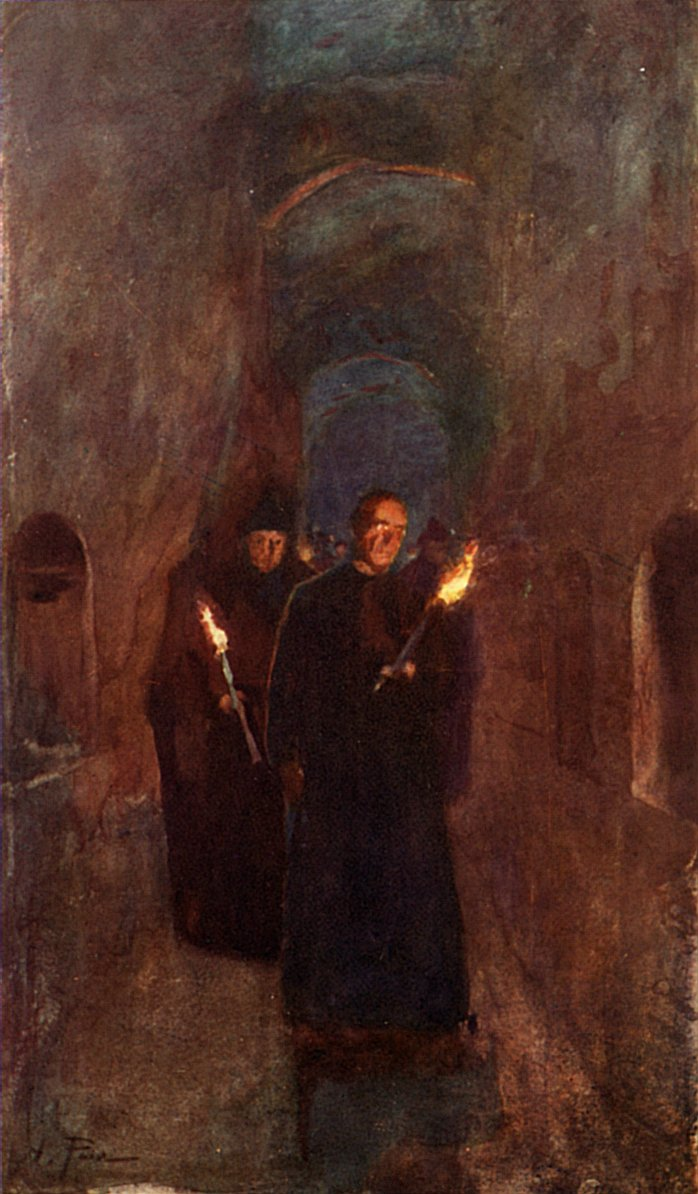
Uma procissão nas Catacumbas de Calisto, local de vários túmulos papais antigos. Por Alberto Pisa, 1905

Um papa é o Bispo de Roma e o líder da Igreja Católica. Aproximadamente 100 túmulos papais ainda existem, pelo menos parcialmente, representando menos da metade dos 266 papas falecidos, de São Pedro ao Papa Francisco.
Durante os primeiros séculos em particular, pouco se sabe sobre os papas e seus túmulos, e as informações disponíveis são frequentemente contraditórias. Assim como acontece com outras relíquias religiosas, vários sítios afirmam abrigar o mesmo túmulo. Além disso, muitos túmulos papais que reciclaram sarcófagos e outros materiais de túmulos anteriores foram posteriormente reciclados por seus materiais valiosos ou combinados com outros monumentos. Por exemplo, o túmulo do Papa Leão I foi combinado com os de Leão II, III e IV por volta de 855, e então removido no século XVII e colocado sob seu próprio altar, abaixo do relevo de Alessandro Algardi, Fuga d'Attila. O estilo dos túmulos papais evoluiu consideravelmente ao longo da história, acompanhando as tendências no desenvolvimento de monumentos eclesiásticos. Túmulos papais notáveis foram encomendados a escultores como Michelangelo e Gian Lorenzo Bernini.
A maioria dos túmulos papais existentes estão localizados na Basílica de São Pedro, em outras igrejas importantes de Roma (especialmente a Arquibasílica de São João de Latrão, Basílica de Santa Maria sobre Minerva e Basílica de Santa Maria Maior), ou em outras igrejas da Itália, França e Alemanha.

## Nota sobre túmulos não existentes
Muitos túmulos antigos não existem mais devido a repetidas translações ou destruição. Esta lista não inclui túmulos papais que não existem mais. As informações sobre esses túmulos são geralmente incompletas e incertas. As localizações de túmulos papais destruídos ou perdidos incluem:
- Túmulo de São Pedro, ao redor do qual tradicionalmente se acredita que os seguintes papas foram enterrados: Papa Lino, Papa Anacleto, Papa Evaristo, Papa Telésforo, Papa Higino, Papa Pio I, Papa Aniceto (mais tarde transferido para as Catacumbas de Calisto) e Papa Vítor I.[4] Existem evidências epigráficas apenas para Lino, com a descoberta de uma laje de sepultamento marcada como "Linus" em 1615; no entanto, a laje está quebrada de tal forma que poderia ter lido "Aquilinus" ou "Anullinus".[5]
- As Catacumbas de Roma, especificamente as Catacumbas de Calisto, a Catacumba de Priscila (abaixo da Basílica de São Martinho nos Montes), a Catacumba de Balbina, a Catacumba de Calepódio, a Catacumba de Ponciano e a Catacumba de Felicidade, que foram esvaziadas por repetidas translações no século IX.[6]
- Túmulos papais na antiga Basílica de São Pedro, que já contou com mais de 100 túmulos papais, quase todos os quais foram destruídos durante a demolição nos séculos XVI/XVII.[7]
- Arquibasílica de São João de Latrão, onde mais de uma dúzia de túmulos foram destruídos em dois incêndios (1308 e 1361).[8]

Outros túmulos não incluídos nesta lista são:
- Túmulos de antipapas, que — com poucas exceções — são obscuros ou destruídos. Um antipapa é um pretendente papal histórico atualmente considerado ilegítimo pela Igreja Católica Romana. Notavelmente, porém, o Túmulo do Antipapa João XXIII encontra-se no Battistero di San Giovanni, em Florença.
- Igreja dos Santos Vicente e Anastácio em Trevi, local de descanso do precórdio de 22 papas, de Sisto V (1585–1590) a Leão XIII (1878–1903).

## Séculos I a V

### Século I
| Pontificado                                     | Retrato | Nome em português | Imagem | Escultor                          | Localização                            | Notas                   |
| ----------------------------------------------- | ------- | ----------------- | ------ | --------------------------------- | -------------------------------------- | ----------------------- |
| 30–67 (como Chefe da Igreja)                    |         | Pedro São Pedro   |        | Gian Lorenzo Bernini (baldaquino) | Basílica de São Pedro, Vaticano (Roma) | Ver Túmulo de São Pedro |
| post 42 / ante 57–64/67(?) (como Bispo de Roma) |         | Pedro São Pedro   |        | Gian Lorenzo Bernini (baldaquino) | Basílica de São Pedro, Vaticano (Roma) | Ver Túmulo de São Pedro |

### Século II
| Pontificado | Retrato | Nome em português     | Imagem | Escultor | Localização                           | Notas |
| ----------- | ------- | --------------------- | ------ | -------- | ------------------------------------- | --- |
| c. 157–168  |         | Aniceto Santo Aniceto |        |          | Palazzo Altemps (Piazza Navona), Roma | Restos mortais transferidos da Colina do Vaticano para o Cemitério de Calisto e possivelmente novamente depois; o sarcófago que pode ter contido restos mortais ainda está no Palazzo Altemps |

### Século III
| Pontificado                                | Retrato | Nome em português | Imagem | Escultor | Localização                                      | Notas |
| ------------------------------------------ | ------- | ----------------- | ------ | -------- | ------------------------------------------------ | --- |
| 25 de junho de 253 – 5 de março de 254     |         | Lúcio I São Lúcio |        |          | Igreja de Santa Cecília no Trastevere, Roma      | Transferido da Catacumbas de Calisto para um ou mais dos seguintes locais: Santa Cecilia in Trastevere, San Silvestro in Capite e Santa Prassede; o sarcófago que outrora continha restos mortais ainda se encontra na cripta de Santa Cecilia in Trastevere |
| 17 de dezembro de 283 – 22 de abril de 296 |         | Caio São Caio     |        |          | Sant'Andrea della Valle (Capela Barberini), Roma | Trasladado da cripta de Santo Eusébio no Cemitério de Calisto para San Silvestro in Capite, depois para outra igreja e depois para a capela privada dos príncipes Barberini em Sant'Andrea della Valle                                                       |

### Século IV
| Pontificado                                | Retrato | Nome em português | Imagem | Escultor | Localização                                | Notas |
| ------------------------------------------ | ------- | ----------------- | ------ | -------- | ------------------------------------------ | --- |
| 18 de janeiro de 336 – 7 de outubro de 336 |         | Marcos São Marcos |        |          | San Marco Evangelista al Campidoglio, Roma | Trasladado da Catacumba de Balbina, uma das Catacumbas de Roma, para uma urna abaixo do altar-mor de São Marcos |

### Século V
| Pontificado                                   | Retrato | Nome em português              | Imagem | Escultor                    | Localização                                             | Notas |
| --------------------------------------------- | ------- | ------------------------------ | ------ | --------------------------- | ------------------------------------------------------- | --- |
| 29 de setembro de 440 – 10 de novembro de 461 |         | Leão I São Leão Leão, o Grande |        | Alessandro Algardi (relevo) | Basílica de São Pedro, Capela da Madonna of Partorienti | Primeiro papa enterrado no pórtico da Antiga Basílica de São Pedro; transladado várias vezes, combinado com Leão II, III e IV por volta de 855; removido no século XVII e colocado sob seu próprio altar, abaixo do relevo de Algardi, Fuga d'Attila (retratado) |

## Séculos VI a X

### Século VI
| Pontificado                               | Retrato | Nome em português                              | Imagem | Escultor     | Localização           | Notas |
| ----------------------------------------- | ------- | ---------------------------------------------- | ------ | ------------ | --------------------- | --- |
| 3 de setembro de 590 – 12 de março de 604 |         | Gregório I, O.S.B. São Gregório Gregório Magno |        | Desconhecido | Basílica de São Pedro | Originalmente enterrado no pórtico da antiga Basílica de São Pedro, parcialmente transferido para Soissons; durante a demolição de Basílica de São Pedro, transferido para Sant'Andrea della Valle e depois para a Cappella Clementina, perto da entrada da moderna Basílica de São Pedro |

### Século VII
| Pontificado                                    | Retrato | Nome em português                  | Imagem | Escultor     | Localização                                             | Notas |
| ---------------------------------------------- | ------- | ---------------------------------- | ------ | ------------ | ------------------------------------------------------- | --- |
| 13 de setembro de 604 – 22 de fevereiro de 606 |         | Sabiniano São Sabiniano            |        | Desconhecido | Basílica de São Pedro                                   | Monumento original no átrio da Antiga Basílica de São Pedro destruído durante a demolição da Antiga Basílica de São Pedro; pequeno fragmento do epitáfio original permanece na cripta da Basílica de São Pedro |
| 25 de agosto de 608 – 8 de maio de 615         |         | Bonifácio IV, O.S.B. São Bonifácio |        | Desconhecido | Basílica de São Pedro                                   | Originalmente enterrado no pórtico da Antiga Basílica de São Pedro; transladado para o interior; um braço transladado para Santa Maria in Cosmedin; outras relíquias transladadas para a Capela de São Silvestre ao lado da Igreja dos Quattro Coronati; o restante transladado para outra capela de São Pedro; o oratório que outrora continha o túmulo ainda existe, assim como um esboço do túmulo feito por Giovanni Ciampini |
| Dezembro de 681 – 3 de julho de 683            |         | Leão II São Leão II                |        | Desconhecido | Basílica de São Pedro, Capela da Madonna de Partorienti | Originalmente enterrado na Antiga Basílica de São Pedro; transladado para o altar da Capela da Madonna della Colonna; combinado com Leão I no início do século XVII; durante séculos, acreditou-se que estivesse sob o altar da Igreja de San Stefano em Ferrara; restos mortais combinados de Leão I, II e IV foram encontrados durante a demolição da Antiga Basílica de São Pedro                                              |

### Século VIII
| Pontificado                                    | Retrato | Nome em português | Imagem | Escultor     | Localização                                             | Notas |
| ---------------------------------------------- | ------- | ----------------- | ------ | ------------ | ------------------------------------------------------- | --- |
| 1º de fevereiro de 772 – 26 de dezembro de 795 |         | Adriano I         |        | Desconhecido | Basílica de São Pedro                                   | Monumento original no Oratório da Cátedra Petri destruído durante a demolição da antiga Basílica de São Pedro; inscrição, composta por Carlos Magno, permanece no pórtico da moderna Basílica de São Pedro |
| 26 de dezembro de 795 – 12 de junho de 816     |         | Leão III São Leão |        | Desconhecido | Basílica de São Pedro, Capela da Madonna of Partorienti | Originalmente enterrado na Antiga Basílica de São Pedro; combinado com Leão II e IV pelo Papa Pascoal II; sarcófago combinado destruído durante a demolição da Antiga Basílica de São Pedro; combinado com Leão I em 1601 e colocado em um sarcófago sob o altar de Nosso Salvador della Colonna na nova Basílica de São Pedro |

### Século IX
| Pontificado                                   | Retrato | Nome em português                       | Imagem | Escultor     | Localização                                             | Notas |
| --------------------------------------------- | ------- | --------------------------------------- | ------ | ------------ | ------------------------------------------------------- | --- |
| Janeiro de 847 – 17 de julho de 855           |         | Leão IV, O.S.B. São Leão                |        | Desconhecido | Basílica de São Pedro, Capela da Madonna de Partorienti | Combinado com Leão I, II e III |
| 24 de abril de 858 – 13 de novembro de 867    |         | Nicolau I Sâo Nicolau Nicolau, o Grande |        | Desconhecido | Basílica de São Pedro                                   | Originalmente enterrado no átrio da Antiga Basílica de São Pedro; epitáfio parcialmente preservado durante a demolição da Antiga Basílica de São Pedro, existente nas grutas do Vaticano |
| 14 de dezembro de 867 – 14 de dezembro de 872 |         | Adriano II                              |        | Desconhecido | Basílica de São Pedro                                   | Originalmente enterrado na Antiga Basílica de São Pedro; epitáfio parcialmente preservado durante a demolição da Antiga Basílica de São Pedro, ainda visível nas grutas do Vaticano      |
| 17 de maio de 884 – c.setembro de 885         |         | Adriano III Santo Adriano               |        | Desconhecido | Abadia de Nonantola, Módena                             | Altar da cripta |

### Século X
| Pontificado                               | Retrato | Nome em português | Imagem | Escultor                      | Localização                         | Notas |
| ----------------------------------------- | ------- | ----------------- | ------ | ----------------------------- | ----------------------------------- | --- |
| Outubro de 974 – 10 de julho de 983       |         | Bento VII         |        | Desconhecido                  | Santa Croce in Gerusalemme          | Inscrição funerária incrustada na parede perto da entrada |
| 3 de maio de 996 – 18 de fevereiro de 999 |         | Gregório V        |        | Desconhecido                  | Basílica de São Pedro               | Túmulo descoberto em 14 de agosto de 1607 sob o pavimento de São Pedro; exumado e enterrado novamente em 15 de janeiro de 1609 em um sarcófago do século IV/V                                                               |
| 2 de abril de 999 – 12 de maio de 1003    |         | Silvestre II      |        | Gzila Nalder e Giuseppe Damko | Arquibasílica de São João de Latrão | Destruído no incêndio de Latrão de 1308; restos carbonizados foram coletados e enterrados em um poliandro na mesma basílica; epitáfio gravado novamente em um cenotáfio na mesma basílica; monumento moderno criado em 1910 |

## Séculos XI a XV

### Século XI
| Pontificado                                   | Retrato | Nome em português                 | Imagem | Escultor            | Localização                         | Notas |
| --------------------------------------------- | ------- | --------------------------------- | ------ | ------------------- | ----------------------------------- | --- |
| 31 de julho de 1009 – 12 de maio de 1012      |         | Sérgio IV                         |        | Francesco Borromini | Arquibasílica de São João de Latrão | Original destruído em um incêndio em 1308 ou 1361; restos coletados em um poliandro na mesma basílica; novo cenotáfio colocado no lado direito da nave principal por Borromini no século XVII |
| 24 de dezembro de 1046 – 9 de outubro de 1047 |         | Clemente II                       |        | "Oficina de Reims"  | Catedral de Bamberg                 | Único túmulo papal existente fora da Itália e da França; original concluído por volta de 1237, desmontado no século XVII, separando o baú do túmulo e a efígie; baú do túmulo construído com mármore da Caríntia |
| 17 de julho de 1048 – 9 de agosto de 1048     |         | Dâmaso II                         |        | Desconhecido        | San Lorenzo fuori le Mura           | Sarcófago no pórtico |
| 12 de fevereiro de 1049 – 19 de abril de 1054 |         | Leão IX São Leão                  |        | Desconhecido        | Basílica de São Pedro               | Originalmente enterrado na parede leste da Antiga Basílica de São Pedro, perto do altar de Gregório I; o caixão foi aberto em 11 de janeiro de 1606 durante a demolição da Antiga Basílica de São Pedro e partes foram levadas como relíquias; o restante foi enterrado novamente sob o altar dos Santos Marziale e Valeria, agora dedicado à crucificação de São Pedro. |
| 22 de abril de 1073 – 25 de maio de 1085      |         | Gregório VII, O.S.B. São Gregório |        | Desconhecido        | Catedral de Salerno                 | Originalmente enterrado na Igreja de São Mateus; descoberto em 1573, aberto em 1578, enterrado novamente sob o altar de Salerno; aberto novamente em 1605 (cabeça levada para a Catedral de Soana; cadáver transladado para a capela da Crociata); sarcófago original colocado no transepto em 1954                                                                      |
| 24 de maio de 1086 – 16 de setembro de 1087   |         | Beato Vítor III, O.S.B.           |        | Desconhecido        | Abadia de Monte Cassino             | Transladado em 1515 para o altar da capela de São Bertário, depois para a capela de São Vítor; transferido de Monte Cassino durante a Segunda Guerra Mundial para San Paolo fuori le Mura, evitando o bombardeio aéreo que destruiu a capela original; retornou à basílica reconstruída de Monte Cassino em1963                                                          |

### Século XII
| Pontificado                                      | Retrato | Nome em português       | Imagem | Escultor                       | Localização                         | Notas |
| ------------------------------------------------ | ------- | ----------------------- | ------ | ------------------------------ | ----------------------------------- | --- |
| 24 de janeiro de 1118 – 28 de janeiro de 1119    |         | Gelásio II, O.S.B.      |        | Desconhecido                   | Abadia de Cluny                     | Túmulo de mármore brilhante em estilo toscano destruído em 1792 durante a Revolução Francesa; fragmentos permanecem |
| 14 de fevereiro de 1130 – 24 de setembro de 1143 |         | Inocêncio II, Can. Reg. |        | Vespignani (projeto)           | Santa Maria in Trastevere           | Originalmente enterrado no sarcófago de pórfiro do Imperador Adriano na Arquibasílica de São João de Latrão; danificado durante o incêndio de 1308 e movido para o vestíbulo; movido para uma laje simples no século XV; movido para Santa Maria Trastevere                                                                                                 |
| 8 de julho de 1153 – 3 de dezembro de 1154       |         | Anastácio IV            |        | Desconhecido                   | Museus Vaticanos                    | Reutilizado o sarcófago de Helena de Constantinopla, mãe de Constantino; único túmulo que sobreviveu aos incêndios de Latrão de 1308 e 1361 (restaurado totalmente em 1509); transferido para o tesouro dos Museus Vaticanos no século XIX |
| 4 de dezembro de 1154 – 1º de setembro de 1159   |         | Adriano IV, O.S.A.      |        | Desconhecido                   | Basílica de São Pedro               | Reutilizado um sarcófago cristão primitivo |
| 7 de setembro de 1159 – 30 de agosto de 1181     |         | Alexandre III           |        | Francesco Borromini            | Arquibasílica de São João de Latrão | Arruinado por pichações da multidão e depois destruído no incêndio de Latrão de 1308 ou 1361; novo cenotáfio erguido no século XVII |
| 1º de setembro de 1181 – 25 de novembro de 1185  |         | Lúcio III               |        | Desconhecido                   | Catedral de Verona                  | Originalmente enterrado em um sarcófago de mármore em frente ao altar-mor; movido para baixo do pavimento sob uma laje de mármore de Verona vermelho durante o reinado do bispo Gilberti (1524–1543); danificado durante uma tempestade em 25 de fevereiro de 1879; recuperado com mármore posteriormente e a laje original pendurada na parede da catedral |
| 25 de novembro de 1185 – 19 de outubro de 1187   |         | Urbano III              |        | G.B. Boffa (cenotáfio moderno) | Catedral de Ferrara                 | Movido várias vezes; túmulo original substituído por cenotáfio no século XV |
| 8 de janeiro de 1198 – 16 de julho de 1216       |         | Inocêncio III           |        | Giuseppe Lucchetti             | Arquibasílica de São João de Latrão | Originalmente enterrado na Catedral de Perúgia; movido várias vezes dentro da catedral e temporariamente combinado com Urbano IV e Martinho IV, antes de ser transferido para a Arquibasílica de São João de Latrão em 1891 |

### Século XIII
| Pontificado                                     | Retrato | Nome em português                 | Imagem | Escultor                                                                             | Localização                           | Notas |
| ----------------------------------------------- | ------- | --------------------------------- | ------ | ------------------------------------------------------------------------------------ | ------------------------------------- | --- |
| 25 de junho de 1243 – 7 de dezembro de 1254     |         | Inocêncio IV                      |        | Tommaso Malvito                                                                      | Catedral de Nápoles                   | Original, encomendado pelo arcebispo Humbert de Montauro, quase completamente destruído; a figura reclinada (com a anacrônica tiara redonda superior) e os relevos acima foram adicionados no século XVI |
| 29 de agosto de 1261 – 2 de outubro de 1264     |         | Urbano IV                         | [ 53 ] | Giovanni Pisano (original)                                                           | Catedral de Perúgia                   | Destruído no final do século XIV, exceto o epitáfio que está atualmente no Museu Cívico de Perúgia; combinado com Inocêncio III e Martinho IV em 1587 e enterrado na sacristia; Os restos mortais de Inocêncio III foram transferidos para a Arquibasílica de São João de Latrão no final do século XIX, mas o caixão de ferro ainda existe na sacristia da Catedral de Perúgia; possivelmente transladado para a Catedral de Troyes em 1901 |
| 5 de fevereiro de 1265 – 29 de novembro de 1268 |         | Clemente IV                       |        | Pietro Oderisi                                                                       | San Francesco (Viterbo)               | Transladado de Santa Maria in Gradi |
| 1º de setembro de 1271 – 10 de janeiro de 1276  |         | Beato Gregório X                  |        | Margaritone d'Arezzo                                                                 | Catedral de Arezzo                    | O corpo original e o sarcófago ainda existem |
| 11 de julho de 1276 – 18 de agosto de 1276      |         | Adriano V                         |        | Arnolfo di Cambio (possivelmente Pietro Vassalletto)                                 | San Francesco (Viterbo)               | Modificado em 1994 |
| 8 de setembro de 1276 – 20 de maio de 1277      |         | João XXI                          |        | Filippo Gnaccarini                                                                   | Catedral de Viterbo                   | Original destruído no século XVI, não mais existente; novo monumento construído no século XIX e danificado durante a Segunda Guerra Mundial, do qual um sarcófago e outros fragmentos permanecem |
| 25 de novembro de 1277 – 22 de agosto de 1280   |         | Nicolau III                       |        | Desconhecido                                                                         | Basílica de São Pedro                 | Original destruído durante a demolição da Antiga Basílica de São Pedro; combinado com dois Rainaldo Orsinis em 1620 |
| 22 de fevereiro de 1281 – 28 de março de 1285   |         | Martinho IV                       | [ 53 ] | Giovanni Pisano                                                                      | Catedral de Perúgia                   | Túmulo original destruído em 1375; reconstruído e destruído no final do século XIV; combinado com os papas Urbano IV e Inocêncio III em 1587; os restos mortais de Inocêncio III foram transferidos para a Arquibasílica de São João de Latrão no final do século XIX, mas o caixão de ferro contendo Martinho IV e possivelmente Urbano IV ainda existe na sacristia da Catedral de Perúgia                                                 |
| 2 de abril de 1285 – 3 de abril de 1287         |         | Honório IV                        |        | Arnolfo di Cambio (disputado)                                                        | Santa Maria in Aracoeli               | Original destruído no início da demolição da Antiga Basílica de São Pedro; baldecchio destruído e substituído em 1727 Transferido da Antiga Basílica de São Pedro para Santa Maria in Ara Coeli em 1545; a inscrição a data em 1288. Sua atribuição a Arnolfo di Cambio foi contestada e, segundo Cellini, é resultado da confusão com o túmulo de Honório III.                                                                              |
| 22 de fevereiro de 1288 – 4 de abril de 1292    |         | Nicolau IV, O.F.M.                |        | Domenico Fontana (projeto) Leonardo da Sarzana (escultor) Leonardo Sormani (figuras) | Basílica de Santa Maria Maior         | Originalmente enterrado em uma urna simples; mausoléu encomendado no final do século XVI |
| 5 de julho de 1294 – 13 de dezembro de 1294     |         | Celestino V, O.S.B. São Celestino |        | Girolamo Pittoni de Vicenza                                                          | Santa Maria di Collemaggio (L'Aquila) | Originalmente enterrado na Igreja de Santo Antônio; transferido para a Igreja de Santa Ágata; roubado em 1327 pelos frades de L'Aquila; danificado no Sismo de Áquila de 2009 |
| 24 de dezembro de 1294 – 11 de outubro de 1303  |         | Bonifácio VIII                    |        | Desconhecido                                                                         | Basílica de São Pedro                 | Capela original do túmulo, para onde Bonifácio VIII havia movido as relíquias de Bonifácio IV, destruída |

### Século XIV
| Pontificado                                     | Retrato | Nome em português      | Imagem | Escultor                                | Localização                                            | Notas |
| ----------------------------------------------- | ------- | ---------------------- | ------ | --------------------------------------- | ------------------------------------------------------ | --- |
| 22 de outubro de 1303 – 7 de julho de 1304      |         | Beato Bento XI, O.P.   |        | Giovanni Pisano                         | Basílica de São Domingos (Perúgia)                     | Túmulo de parede e ossário |
| 5 de junho de 1305 – 20 de abril de 1314        |         | Clemente V             |        | Jehan de Bonneval                       | Igreja colegiada (Uzeste)                              | [ 73 ] |
| 7 de agosto de 1316 – 4 de dezembro de 1334     |         | João XXII              |        | Desconhecido                            | Catedral de Avinhão                                    | Movido várias vezes dentro das capelas da Catedral; todas as 60 estatuetas foram roubadas, a cabeça da efígie é originalmente do túmulo de outro bispo; danificada gravemente durante a Revolução Francesa |
| 20 de dezembro de 1334 – 25 de abril de 1342    |         | Bento XII, O.Cist.     |        | Jean Lavenier                           | Catedral de Avinhão                                    | Busto de Bento XII nas grutas da Basílica de São Pedro; fragmentos do original na Fundação Calvet |
| 7 de maio de 1342 – 6 de dezembro de 1352       |         | Clemente VI            |        | Pierre Boye, Jean Sanholis e Jean David | Abadia de La Chaise-Dieu                               | Chorões esculpidos no Museu Crozatier, Le Puy; anjo esculpido no Musée de Petit-Palais, Avinhão |
| 18 de dezembro de 1352 – 12 de setembro de 1362 |         | Inocêncio VI           |        | Beltran Nogayrol                        | Cartuxa do Val de Bénédiction (Villeneuve-lès-Avignon) | [ 80 ] |
| 28 de setembro de 1362 – 19 de dezembro de 1370 |         | Beato Urbano V, O.S.B. |        | Joglarii                                | Abadia de São Vítor (Marselha)                         | Efígie no Musée de Petit-Palais, Avinhão |
| 30 de dezembro de 1370 – 26 de março de 1378    |         | Gregório XI            |        | Pietro Paolo Olivieri                   | Santa Francesca Romana                                 | Relevo original de Olivieri esculpido em 1584 (desenho acima); réplica localizada no Palais des Papes |
| 8 de abril de 1378 – 15 de outubro de 1389      |         | Urbano VI              |        | Desconhecido                            | Basílica de São Pedro                                  | Salvo durante a desconstrução da antiga Basílica de São Pedro; quase abandonado pelos operários para ser usado como bebedouro                                                                              |

### Século XV
| Pontificado                                      | Retrato | Nome em português  | Imagem             | Escultor                                                             | Localização                                   | Notas |
| ------------------------------------------------ | ------- | ------------------ | ------------------ | -------------------------------------------------------------------- | --------------------------------------------- | --- |
| 17 de outubro de 1404 – 6 de novembro de 1406    |         | Inocêncio VII      |                    | Desconhecido                                                         | Basílica de São Pedro                         | Originalmente enterrado na Capela de São Pedro e São Paulo, transferido para a Capela de São Tomás em 1455, transferido para uma cópia de meados do século XV do sarcófago original em 12 de setembro de 1606 |
| 30 de novembro de 1406 – 4 de julho de 1415      |         | Gregório XII       |                    | Camillo Rusconi                                                      | San Flaviano (Recanati)                       | Cardeal na época de sua morte, devido à sua renúncia durante o Concílio de Constança; transferido em 1623, 1760 e 1793; ilustrações de um túmulo "original" (na imagem) foram consideradas fabricações pelos historiadores; último túmulo papal fora de Roma (c.f. Túmulo do Antipapa João XXIII); sarcófago original existente                                                                                     |
| 11 de novembro de 1417 – 20 de fevereiro de 1431 |         | Martinho V         |                    | Simone Ghini                                                         | Arquibasílica de São João de Latrão           | Transferido para frente do altar-mor em 1853 |
| 3 de março de 1431 – 23 de fevereiro de 1447     |         | Eugênio IV, O.S.A. |                    | Iaia da Piso e Pellegrino di Antonio da Viterbo                      | San Salvatore in Lauro                        | Mudou-se da antiga Basílica de São Pedro antes de sua demolição |
| 6 de março de 1447 – 24 de março de 1455         |         | Nicolau V, O.P.    |                    | Mino da Fiesole                                                      | Basílica de São Pedro                         | Movido do corredor externo esquerdo da Antiga Basílica de São Pedro para o corredor externo direito; monumento (não sarcófago) destruído durante a demolição da Antiga Basílica de São Pedro |
| 8 de abril de 1455 – 6 de agosto de 1458         |         | Calisto III        |                    | Desconhecido                                                         | Basílica de São Pedro                         | Originalmente localizado na Capela de Santa Maria della febbre; monumento, mas não sarcófago, destruído durante a demolição da Antiga Basílica de São Pedro |
| 8 de abril de 1455 – 6 de agosto de 1458         |         | Calisto III        | Filippio Moratilla | Santa Maria in Monserrato                                            | Restos mais tarde combinados com Alexandre VI | |
| 19 de agosto de 1458 – 15 de agosto de 1464      |         | Pio II             |                    | Paolo Romano                                                         | Sant'Andrea della Valle                       | Coração consagrado na Catedral de Ancona; originalmente enterrado na Capela de Santo André em São Pedro; transferido para San Andrea della Valle em 1614 |
| 30 de agosto de 1464 – 26 de julho de 1471       |         | Paulo II           |                    | Giovanni Dalmata (efígie) Mino da Fiesole (figuras e baixos-relevos) | Basílica de São Pedro                         | Monumento movido em 1544 e demolido no século XVII; sarcófago sobreviveu à demolição da Antiga Basílica de São Pedro |
| 9 de agosto de 1471 – 12 de agosto de 1484       |         | Sisto IV, O.F.M.   |                    | Antonio del Pollaiuolo                                               | Museu do Tesouro da Basílica de São Pedro     | Originalmente localizado na capela do coro da antiga São Pedro; transferido em 1610 para a sacristia; transferido em 1625 para a Capela del Coro na nova São Pedro; combinado com Júlio II em 1926; transferido novamente na década de 1940 |
| 29 de agosto de 1484 – 25 de julho de 1492       |         | Inocêncio VIII     |                    | Antonio del Pollaiuolo                                               | Basílica de São Pedro                         | Primeiro túmulo papal a representar um papa vivo em vez de uma efígie em leito de morte; originalmente colocado no Oratório de Nossa Senhora na Antiga Basílica de São Pedro. |
| 11 de agosto de 1492 – 18 de agosto de 1503      |         | Alexandre VI       |                    | Filippio Moratilla                                                   | Santa Maria di Monserrato                     | Originalmente localizado no oratório de São Cosme e Damião, na capela redonda de Santa Maria de Febribus; transferido no século XVI para perto de Calisto III; combinado em 1582 na Capela de Santa Maria della Febbre; sobreviveu à demolição da Antiga Basílica de São Pedro, mas foi desfeito em 1605; as urnas foram levadas para Santa Maria di Monserrato; monumento na Capela de São Diego esculpido em 1881 |

## Séculos XVI a XXI

### Século XVI
| Pontificado                                               | Retrato | Nome em português     | Imagem              | Escultor | Localização                                                                        | Notas |
| --------------------------------------------------------- | ------- | --------------------- | ------------------- | --- | ---------------------------------------------------------------------------------- | --- |
| 22 de setembro de 1503 – 18 de outubro de 1503            |         | Pio III               |                     | Desconhecido | Basílica de São Pedro                                                              | Originalmente construído na Antiga Basílica de São Pedro; último mausoléu papal erguido na Antiga Basílica de São Pedro |
| 22 de setembro de 1503 – 18 de outubro de 1503            |         | Pio III               | Sebastiano Ferrucci | Sant'Andrea della Valle | Transferido para Sant'Andrea della Valle por Paulo V                               | |
| 31 de outubro de 1503 – 21 de fevereiro de 1513           |         | Júlio II              |                     | Michelangelo Possíveis assistentes incluem: Antonello Gagini Giacomo del Duca | San Pietro in Vincoli                                                              | Túmulo original planejado — destinado à Capela Maggiore de São Pedro — nunca concluído e transferido para San Pietro in Vincoli Ver Túmulo do Papa Júlio II, Moisés e Escravo moribundo |
| 31 de outubro de 1503 – 21 de fevereiro de 1513           |         | Júlio II              | Desconhecido        | Basílica de São Pedro | Restos reais depositados em um sarcófago simples, combinados com Sisto IV, seu tio | |
| 9 de março de 1513 – 1º de dezembro de 1521               |         | Leão X                |                     | Baccio Bandinelli (projeto) Antonio da Sangallo, o Jovem (monumento) Raffaello da Montelupo (estátua) | Basílica de Santa Maria sobre Minerva                                              | Transladado da Antiga Basílica de São Pedro em 1536 |
| 9 de janeiro de 1522 – 14 de setembro de 1523             |         | Adriano VI            |                     | Baldassare Peruzzi (projeto) Michelangelo de Sieno e Niccolò Tribolo (execução) | Santa Maria dell'Anima                                                             | Transladado da Antiga Basílica de São Pedro em 1533 para a igreja nacional do Sacro Império Romano-Germânico |
| 26 de novembro de 1523 – 25 de setembro de 1534           |         | Clemente VII          |                     | Nanni di Baccio Bigio | Basílica de Santa Maria sobre Minerva                                              | Originalmente enterrado em um túmulo de tijolos na Antiga Basílica de São Pedro; o túmulo fica em frente ao de Leão X, outro papa Medici |
| 13 de outubro de 1534 – 10 de novembro de 1549            |         | Paulo III             |                     | Guglielmo della Porta | Basílica de São Pedro                                                              | Transferido em 1599 |
| 7 de fevereiro de 1550 – 29 de março de 1555              |         | Júlio III             |                     | Desconhecido | Basílica de São Pedro                                                              | Originalmente enterrado na Basílica de São Pedro sans monumento em um sarcófago de pedra vermelha na capela de San Andrea; reenterrado em um antigo sarcófago em 1608, que foi reaberto dois anos depois durante a demolição da Antiga Basílica de São Pedro; às vezes citado como enterrado na capela Del Monte de San Pietro in Montorio junto com seu cardeal-sobrinho adotivo, Innocenzo Ciocchi del Monte                                                                               |
| 9 de abril de 1555 – 30 de abril de ou 1º de maio de 1555 |         | Marcelo II            |                     | Desconhecido | Basílica de São Pedro                                                              | Nenhum monumento; sarcófago do século IV, com uma traditio legis |
| 23 de maio de 1555 – 18 de agosto de 1559                 |         | Paulo IV              |                     | Pirro Ligorio (projeto) Giacomo da Castignola, Tommaso della Porta, Gian Pietro Annon, e Rocco da Montefiascone (execução)                                                                                        | Basílica de Santa Maria sobre Minerva                                              | [ 106 ] |
| 26 de dezembro de 1559 – 9 de dezembro de 1565            |         | Pio IV                |                     | Desconhecido | Santa Maria degli Angeli e dei Martiri                                             | Transferido da Antiga Basílica de São Pedro em 1583; enterrado sob o altar com uma placa de parede próxima |
| 7 de janeiro de 1566 – 1º de maio de 1572                 |         | Pio V, O.P. São Pio   |                     | Domenico Fontana (projeto) Leonardo Sormani (efígie) Nicholas Cordier (baixos-relevos esquerdo e direito) Silla Longhi da Viggiu (baixo-relevo central) Pierre Le Gros, o Jovem (projeto e execução do sarcófago) | Basílica de Santa Maria Maior                                                      | Transladado da Antiga Basílica de São Pedro em 1583 Após o processo de canonização iniciado por Antonin Cloche, o sarcófago com o corpo do santo foi adicionado em 1697-98. Uma aba de bronze dourado, exibindo a efígie do papa em baixo relevo, é articulada e pode ser aberta para venerar o corpo do santo. |
| 13 de maio de 1572 – 10 de abril de 1585                  |         | Gregório XIII         |                     | Camillo Rusconi | Basílica de São Pedro                                                              | Monumento original destruído; novo monumento construído no século XVIII |
| 24 de abril de 1585 – 27 de agosto de 1590                |         | Sisto V, O.F.M. Conv. |                     | Domenico Fontana (projeto) Vasoldo (execução) | Basílica de Santa Maria Maior                                                      | [ 111 ] |
| 15 de setembro de 1590 – 27 de setembro de 1590           |         | Urbano VII            |                     | Ambrogio Buonvicino | Basílica de Santa Maria sobre Minerva                                              | [ 112 ] |
| 5 de dezembro de 1590 – 15 /16 de outubro de 1591         |         | Gregório XIV          |                     | Prospero Antichi | Basílica de São Pedro                                                              | [ 113 ] |
| 29 de outubro de 1591 – 30 de dezembro de 1591            |         | Inocêncio IX          |                     | Desconhecido | Basílica de São Pedro                                                              | Nenhum monumento |
| 30 de janeiro de 1592 – 3 de março de 1605                |         | Clemente VIII         |                     | Flaminio Ponzio (projeto) | Basílica de Santa Maria Maior                                                      | Transferido em 1646 para a Cripta Borghese na Capela Paulina em Santa Maria Maior; a figura de Clemente VIII foi esculpida por Silla da Viggiu e as figuras da cornija por Pietro Bernini; apresenta "A Paz de Henrique IV e Filipe III" por Ippolito Buzzi e "A Coroação de Clemente VIII" por Bernini, "A Canonização de São Giacinto e São Raimondo" por Giovanni Antonio Valsolde, "A Ocupação de Ferrara" por Ambrogio Buonvicino e "Convite das Tropas na Hungria" por Camillo Mariani |

### Século XVII
| Pontificado                                      | Retrato | Nome em português  | Imagem       | Escultor | Localização                   | Notas |
| ------------------------------------------------ | ------- | ------------------ | ------------ | --- | ----------------------------- | --- |
| 1º de abril de 1605 – 27 de abril de 1605        |         | Leão XI            |              | Alessandro Algardi (papa e sarcófago) Ercole Ferrata (Prudência) Giuseppe Peroni (Liberdade) | Basílica de São Pedro         | [ 115 ] |
| 16 de maio de 1605 – 28 de janeiro de 1621       |         | Paulo V            |              | Flaminio Ponzio (projeto) Silla da Viggiu (figura do papa) Stefano Moderna, Ambrogio Buonvicino, Ippolito Buzzi, Cristoforo Stati e Antonio Valsoldo (relevos) Pompeo Ferucci (figuras de cornija)            | Basílica de Santa Maria Maior | Transferido da Capela Borghese de São Pedro para a Capela Paulina de Santa Maria Maior |
| 9 de fevereiro de 1621 – 8 de julho de 1623      |         | Gregório XV        |              | Pierre Le Gros, o Jovem (projeto e execução) Pierre-Étienne Monnot (esculpiu as duas Famae a partir de desenhos de Le Gros)                                                                                   | Sant'Ignazio                  | Combina de forma única o túmulo do papa com o de seu cardeal-sobrinho, Ludovico Ludovisi. De acordo com Reardon o papa foi primeiramente sepultado no Palácio do Quirinal e seus restos mortais foram transferidos para Sant'Ignazio em 1634. O monumento foi criado por volta de 1709–1714.                      |
| 6 de agosto de 1623 – 29 de julho de 1644        |         | Urbano VIII        |              | Gian Lorenzo Bernini | Basílica de São Pedro         | [ 118 ] |
| 15 de setembro de 1644 – 7 de janeiro de 1655    |         | Inocêncio X        |              | G. Valvassori e G.B. Maini | Sant'Agnese in Agone          | Cenotáfio com as Virtudes (esquerda) e a Força (direita) erguido em 1730 |
| 7 de abril de 1655 – 22 de maio de 1667          |         | Alexandre VII      |              | Gian Lorenzo Bernini (monumento) Michele Maglia (figura do papa) Giuseppe Mazzuoli (Caridade) Lazzaro Morelli e Giulio Catani (Verdade) Giuseppe Baratta e Giulio Cartari (Prudência) Giulio Catani (Justiça) | Basílica de São Pedro         | Esculpido entre 1672 e 1678; o peito da Caridade coberto por Inocêncio XI See Túmulo do Papa Alexandre VII |
| 20 de junho de 1667 – 9 de dezembro de 1669      |         | Clemente IX        |              | Ercole Ferrata | Basílica de Santa Maria Maior | Mudou-se de São Pedro em 1675; as figuras são Clemente IX (de Girolamo Rainaldi), Caridade (de Ferrata) e Verdade (de Cosimo Fancelli) |
| 29 de abril de 1670 – 22 de julho de 1676        |         | Clemente X         |              | Mattia de' Rossi (projeto) | Basílica de São Pedro         | As figuras são Clemente X (de Ercole Ferrata), Clemência (de Giuseppe Mazzuoli), Bondade (de Lazzaro Morelli) e dois putti (de Filippo Carcani) |
| 21 de setembro de 1676 – 11/12 de agosto de 1689 |         | Beato Inocêncio XI |              | C. Maratta (projeto) Pierre Etienne Monnot (execução) | Basílica de São Pedro         | Apresenta o papa com a Virtude Verdade e a Deusa Atena; o baixo-relevo no sarcófago diz "A Libertação de Viena" |
| 21 de setembro de 1676 – 11/12 de agosto de 1689 |         | Beato Inocêncio XI | Desconhecido | Sarcófago de vidro separado foi movido para debaixo do altar da Transfiguração depois que seu corpo foi removido do altar de São Sebastião em 2011                                                            | Basílica de São Pedro         | |
| 6 de outubro de 1689 – 1º de fevereiro de 1691   |         | Alexandre VIII     |              | Angelo de Rossi | Basílica de São Pedro         | [ 124 ] |
| 12 de julho de 1691 – 27 de setembro de 1700     |         | Inocêncio XII      |              | Filippo della Valle e Ferdinando Fuga | Basílica de São Pedro         | Transferido da tribuna para o transepto esquerdo no final do século XVIII pelo cardeal Giuseppe Spinelli; originalmente enterrado em um sarcófago de mármore simples na Capela do Sacramento; monumento atual concluído em 1746; apresenta o papa concedendo a bênção com Caridade (esquerda) e Justiça (direita) |

### Século XVIII
| Pontificado                                    | Retrato | Nome em português              | Imagem       | Escultor | Localização                           | Notas |
| ---------------------------------------------- | ------- | ------------------------------ | ------------ | --- | ------------------------------------- | --- |
| 23 de novembro de 1700 – 19 de março de 1721   |         | Clemente XI                    |              | Carlo Fontana | Basílica de São Pedro                 | Na capela do Coro; sem monumento; cenotáfio também colocado na Catedral de Ferrara |
| 8 de maio de 1721 – 7 de março de 1724         |         | Inocêncio XIII                 |              | Desconhecido | Basílica de São Pedro                 | Originalmente enterrado em um sepulcro de estuque na nave direita de São Pedro; reenterrado em um antigo sarcófago em 1836                                                                                    |
| 29 de maio de 1724 – 21 de fevereiro de 1730   |         | Servo de Deus Bento XIII, O.P. |              | Pietro Bracci e Carlo Marchionni | Basílica de Santa Maria sobre Minerva | Os restos mortais encontravam-se originalmente com o seu monumento na Basílica de São Pedro |
| 12 de julho de 1730 – 6 de fevereiro de 1740   |         | Clemente XII                   |              | Giovanni Battista Maini | Arquibasílica de São João de Latrão   | [ 128 ] |
| 17 de agosto de 1740 – 3 de maio de 1758       |         | Bento XIV                      |              | Pietro Bracci | Basílica de São Pedro                 | Duas figuras são Conhecimento (de Bracci) e Tentação (de Gaspare Sibilla) |
| 6 de julho de 1758 – 2 de fevereiro de 1769    |         | Clemente XIII                  |              | Antonio Canova | Basílica de São Pedro                 | [ 129 ] |
| 19 de maio de 1769 – 22 de setembro de 1774    |         | Clemente XIV, O.F.M. Conv.     |              | Antonio Canova | Santi Apostoli, Roma                  | Transferido para Santi Apostoli em 1802 |
| 15 de fevereiro de 1775 – 29 de agosto de 1799 |         | Pio VI                         |              | Antonio Canova | Cripta da Basílica de São Pedro       | Monumento de Antonio Canova, cerca de 1822 |
| 15 de fevereiro de 1775 – 29 de agosto de 1799 |         | Pio VI                         | Desconhecido | Restos depositados num antigo sarcófago com um baixo-relevo da Adoração dos Magos, de Pio XII, em 1949 (abaixo); monumento original da precordiária na Catedral de Valence, esculpido por Massimiliano Laboureur e encomendado por Napoleão | Cripta da Basílica de São Pedro       | |
| 14 de março de 1800 – 20 de agosto de 1823     |         | Servo de Deus Pio VII, O.S.B.  |              | Bertel Thorvaldsen | Basílica de São Pedro                 | Encomendado às custas do Cardeal Consalvi, Secretário de Estado de Pio VII, representa o papa abençoando os anjos do Tempo e da História, com as figuras da Fortitude (à esquerda) e da Sabedoria (à direita) |

### Século XIX
| Pontificado                                      | Retrato | Nome em português        | Imagem | Escultor        | Localização                         | Notas |
| ------------------------------------------------ | ------- | ------------------------ | ------ | --------------- | ----------------------------------- | --- |
| 28 de setembro de 1823 – 10 de fevereiro de 1829 |         | Leão XII                 |        | Giuseppe Fabris | Basílica de São Pedro               | [ 132 ] |
| 31 de março de 1829 – 1º de dezembro de 1830     |         | Pio VIII                 |        | Pietro Tenerani | Basílica de São Pedro               | Transferido das grutas do Vaticano em 1857 para o monumento Tenerani encomendado pelo Cardeal Albani; as figuras são o pontífice ajoelhado e Cristo sentado, bem como os Santos Pedro (à esquerda) e Paulo (à direita); os relevos da base são Prudência (à esquerda) e Justiça (à direita) |
| 2 de fevereiro de 1831 – 1º de junho de 1846     |         | Gregório XVI O.S.B. Cam. |        | Luigi Amici     | Basílica de São Pedro               | [ 133 ] |
| 16 de junho de 1846 – 7 de fevereiro de 1878     |         | Beato Pio IX             |        | Desconhecido    | San Lorenzo fuori le Mura           | [ 134 ] |
| 20 de fevereiro de 1878 – 20 de julho de 1903    |         | Leão XIII                |        | Giulio Tadolini | Arquibasílica de São João de Latrão | Monumento tumular |

### Século XX
| Pontificado                                      | Retrato | Nome em português  | Imagem                             | Escultor                                                          | Localização           | Notas |
| ------------------------------------------------ | ------- | ------------------ | ---------------------------------- | ----------------------------------------------------------------- | --------------------- | --- |
| 4 de agosto de 1903 – 20 de agosto de 1914       |         | Santo Pio X        |                                    | Pier Enrico Astorri Florestano Di Fausto (arquiteto)              | Basílica de São Pedro | [ 135 ] |
| 3 de setembro de 1914 – 22 de janeiro de 1922    |         | Bento XV           |                                    | Pietro Canonica                                                   | Basílica de São Pedro | Monumento em São Pedro |
| 3 de setembro de 1914 – 22 de janeiro de 1922    |         | Bento XV           | Giulio Barbieri (efígie de bronze) | Túmulo                                                            | Basílica de São Pedro | |
| 6 de fevereiro de 1922 – 10 de fevereiro de 1939 |         | Pio XI             |                                    | Giannino Castiglioni                                              | Basílica de São Pedro | Sarcófago de mármore de Candoglia encimado por uma efígie de leito de morte Localizado nas grutas da Basílica, na Capela de São Sebastião.                                                |
| 2 de março de 1939 – 9 de outubro de 1958        |         | Venerável Pio XII  |                                    | Francesco Messina (monumento funerário de bronze)                 | Basílica de São Pedro | Monumento funerário na Basílica de São Pedro separado do sarcófago nas grutas do Vaticano.                                                                                                |
| 28 de outubro de 1958 – 3 de junho de 1963       |         | Santo João XXIII   |                                    | Emilio Greco                                                      | Basílica de São Pedro | Transferido das grutas do Vaticano para o Altar de São Jerônimo após sua beatificação em 3 de setembro de 2000.                                                                           |
| 21 de junho de 1963 – 6 de agosto de 1978        |         | Santo Paulo VI     |                                    | Desconhecido                                                      | Basílica de São Pedro | Três relevos são do século XV; "tão simples quanto possível [...] nem túmulo nem monumento" e enterrado no chão por vontade de Paulo VI.                                                  |
| 21 de junho de 1963 – 6 de agosto de 1978        |         | Santo Paulo VI     | Desconhecido                       | Atualizado em outubro de 2018 com "Sanctvs" para sua canonização. | Basílica de São Pedro | |
| 26 de agosto de 1978 – 28 de setembro de 1978    |         | Beato João Paulo I |                                    | Francesco Vacchini (projeto) Andrea Bregno (relevos)              | Basílica de São Pedro | Os relevos são do final do século XV; do outro lado do corredor, em frente a Marcelo II, outro papa com reinado curto. Atualizado em setembro de 2022 com "Beatvs" para sua beatificação. |

### Século XXI
| Pontificado                                                               | Retrato | Nome em português   | Imagem       | Escultor | Localização                   | Notas |
| ------------------------------------------------------------------------- | ------- | ------------------- | ------------ | --- | ----------------------------- | --- |
| 16 de outubro de 1978 – 2 de abril de 2005                                |         | Santo João Paulo II |              | Desconhecido | Basílica de São Pedro         | Ver Funeral de João Paulo II. Túmulo anteriormente ocupado por João XXIII. |
| 16 de outubro de 1978 – 2 de abril de 2005                                |         | Santo João Paulo II | Desconhecido | Seu corpo foi transferido das grutas do Vaticano para a capela de São Sebastião após sua beatificação em 1º de maio de 2011. A inscrição "Beatvs" foi alterada em abril de 2014 para "Sanctvs" para sua canonização. | Basílica de São Pedro         | |
| 19 de abril de 2005 – 28 de fevereiro de 2013 (m. 31 de dezembro de 2022) |         | Bento XVI           |              | Desconhecido | Basílica de São Pedro         | Ver Morte e funeral de Bento XVI. Local de sepultamento nas Grutas do Vaticano, no mesmo local onde João Paulo II foi sepultado antes de sua beatificação em 2011. |
| 13 de março de 2013 – 21 de abril de 2025                                 |         | Francisco           |              | Desconhecido | Basílica de Santa Maria Maior | Ver Morte e funeral do Papa Francisco. Primeiro papa em um século a ser enterrado fora do Vaticano desde Leão XIII. De acordo com seu testamento espiritual, "O túmulo deve estar no chão; simples, sem ornamentação especial, contendo apenas a inscrição: Franciscus". O túmulo é feito de mármore da região italiana da Ligúria, onde seus avós viveram antes de emigrar para a Argentina. Uma reprodução da cruz peitoral do Papa encontra-se em seu túmulo. |

## Referêcias
- Gardner, Julian (1992), The Tomb and the Tiara, ISBN 978-0-19-817510-0, Oxford: Clarendon Press
- Mann, H. K. (2003), Tombs and Portraits of the Popes of the Middle Ages, ISBN 978-0-7661-2903-0, Kessinger Publishing
- Reardon, Wendy J. (2004), The Deaths of the Popes, ISBN 978-0-7864-1527-4, Jefferson: McFarland & Company, Inc., Publishers
- Webb, Matilda (2001), The Churches and Catacombs of Early Christian Rome: a comprehensive guide, ISBN 978-1-902210-57-5, Brighton: Sussex Academic Press